# جزیره‌ای در آتش
جزیره‌ای در آتش (به فرانسوی: L’Archipel en feu) یک رمان ماجراجویی است که توسط نویسنده فرانسوی ژول ورن نوشته شده‌است. وقایع داستان در طول جنگ‌های استقلال یونان از عثمانی اتفاق می‌افتد.

## شرح داستان

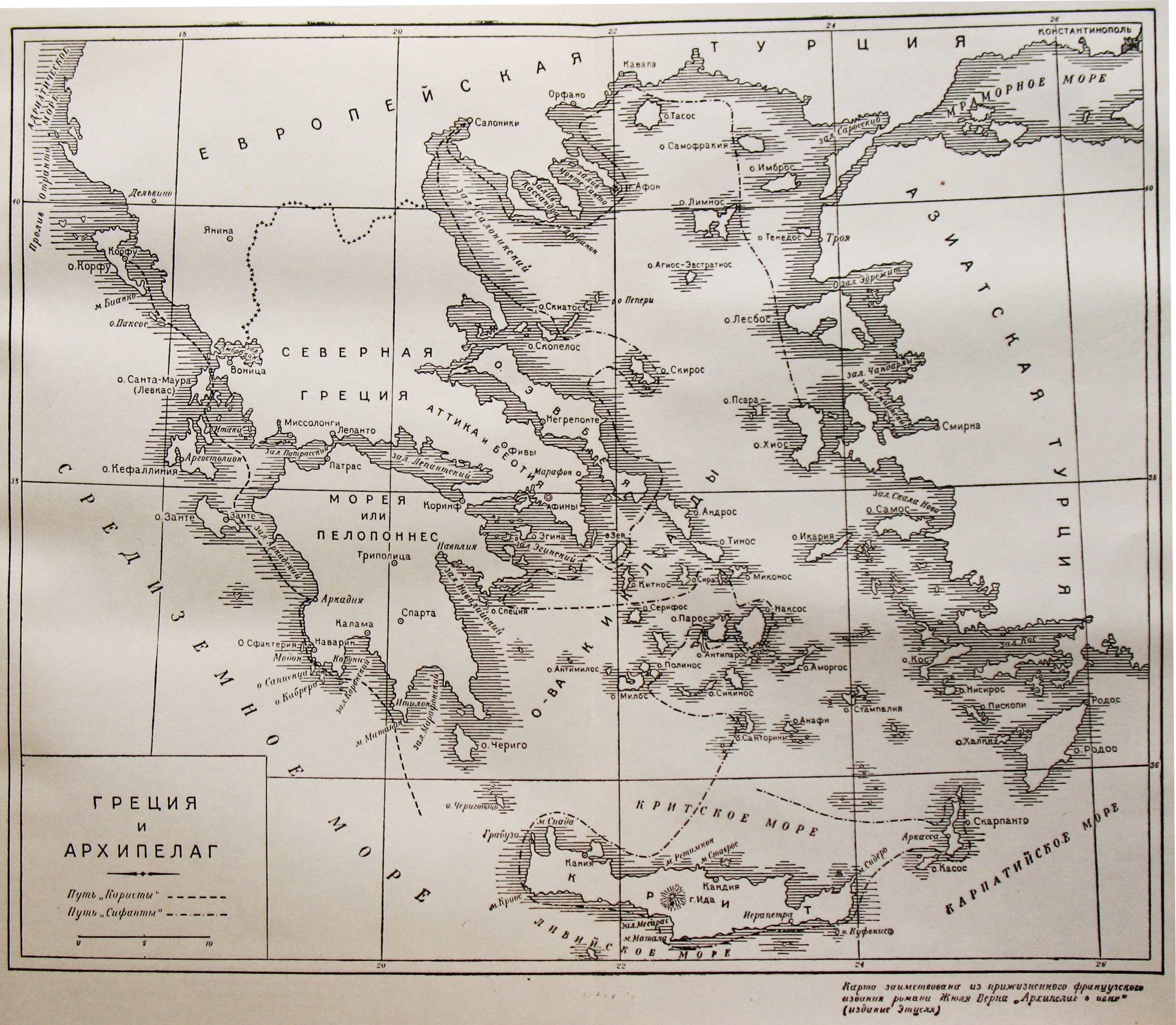
نقشه یونان

نویسنده اوضاع و احوال یونان را در زمان جنگ استقلال علیه امپراتوری عثمانی به زیبایی ترسیم کرده‌است. بعد از نبردهای خونین بسیاری از شهرها و بنادر یونان به تصرف ترکها درآمده است. وحشتی سخت سراسر شهرهای یونان را فراگرفته و حمله‌های برق آسای ترکها برای تصرف یونان چنان وضع نابسامانی ایجاد کرده که ناچار دول اروپا مانند فرانسه، انگلستان و روسیه در برابر ترکها بنای مداخله را گذاشته‌اند. قهرمان داستان یک افسر جوان فرانسوی به نام هانری دالبر است که علیه ترکها مبارزه می‌کند و پس از چندی عاشق یک دختر ثروتمند یونانی می‌شود. دختر یونانی نیز دالبر را دوست دارد ولی با ورود شخصی به نام نیکلا استارکوف با گذشته‌ای تاریک به داستان همه چیز به هم می‌ریزد …